# Nicolas Mahut
Nicolas Mahut (ur. 21 stycznia 1982 w Angers) – francuski tenisista, zwycięzca US Open 2015, Wimbledonu 2016, French Open 2018 i 2021, a także Australian Open 2019 w grze podwójnej, lider rankingu ATP deblistów, reprezentant w Pucharze Davisa, olimpijczyk z Rio de Janeiro (2016).

## Kariera tenisowa
Występując jeszcze w gronie juniorów, Mahut wygrał wielkoszlemowy Wimbledon 2000. W finale pokonał Maria Ančicia. Tegoż samego roku zwyciężył również w deblowych rozgrywkach podczas Australian Open, będąc wówczas w parze z Tommym Robredo. Wcześniej, w 1999 roku, triumfował także w zmaganiach deblowych na US Open, w których grał razem z Julienem Benneteau.
Grając już jako zawodowiec, Mahut wywalczył cztery tytuły z cyklu ATP Tour z sześciu rozegranych finałów.
W grze podwójnej Mahut wygrał trzydzieści siedem turniejów ATP Tour, w tym US Open 2015, Wimbledon 2016, French Open w latach 2018 i 2021 oraz Australian Open 2019 wspólnie z Pierre’em-Huguesem Herbertem. Ponadto Mahut przegrał dwadzieścia jeden finałów, w tym French Open 2013, gdzie grał w parze z Michaëlem Llodrą, Australian Open 2015, gdzie partnerował mu Pierre-Hugues Herbert, a także Wimbledon 2019, w którym występował razem z Édouardem Rogerem-Vasselinem.
W roku 2010 podczas 1. rundy Wimbledonu Francuz zagrał najdłuższy mecz w historii tenisa. Trwał on 11 godzin i 5 minut, rozgrywany był przez 3 dni, a Mahut przegrał go z Johnem Isnerem 2:3 (68:70 w ostatnim secie).
W 2016 roku zagrał na igrzyskach olimpijskich w Rio de Janeiro w konkurencji gry podwójnej i mieszanej, z których odpadł w 1. rundach.
W marcu 2015 roku zadebiutował w reprezentacji Francji w zmaganiach o Puchar Davisa.
Najwyżej sklasyfikowany w rankingu singlistów Mahut był na 37. miejscu 5 maja 2014 roku, z kolei w zestawieniu deblistów 6 czerwca 2016 roku objął pozycję lidera.

### Finały w turniejach ATP Tour
| Legenda                                      |
| -------------------------------------------- |
| Wielki Szlem                                 |
| Igrzyska olimpijskie                         |
| Tennis Masters Cup / ATP Finals              |
| ATP Masters Series / ATP Tour Masters 1000   |
| ATP International Series Gold / ATP Tour 500 |
| ATP International Series / ATP Tour 250      |

#### Gra pojedyncza (4–2)
| Końcowy wynik | Nr | Data            | Turniej          | Nawierzchnia | Przeciwnik         | Wynik finału        |
| ------------- | -- | --------------- | ---------------- | ------------ | ------------------ | ------------------- |
| Finalista     | 1. | 17 czerwca 2007 | Londyn (Queen’s) | Trawiasta    | Andy Roddick       | 6:4, 6:7(7), 6:7(2) |
| Finalista     | 2. | 15 lipca 2007   | Newport          | Trawiasta    | Fabrice Santoro    | 4:6, 4:6            |
| Zwycięzca     | 1. | 22 czerwca 2013 | 's-Hertogenbosch | Trawiasta    | Stanislas Wawrinka | 6:3, 6:4            |
| Zwycięzca     | 2. | 15 lipca 2013   | Newport          | Trawiasta    | Lleyton Hewitt     | 5:7, 7:5, 6:3       |
| Zwycięzca     | 3. | 14 czerwca 2015 | ’s-Hertogenbosch | Trawiasta    | David Goffin       | 7:6(1), 6:1         |
| Zwycięzca     | 4. | 13 czerwca 2016 | ’s-Hertogenbosch | Trawiasta    | Gilles Müller      | 6:4, 6:4            |

#### Gra podwójna (37–21)
| Końcowy wynik | Nr  | Data                 | Turniej                    | Nawierzchnia    | Partner                | Przeciwnicy                              | Wynik finału                        |
| ------------- | --- | -------------------- | -------------------------- | --------------- | ---------------------- | ---------------------------------------- | ----------------------------------- |
| Zwycięzca     | 1.  | 5 października 2003  | Metz                       | Twarda (hala)   | Julien Benneteau       | Michaël Llodra Fabrice Santoro           | 7:6(3), 6:4                         |
| Finalista     | 1.  | 12 października 2003 | Lyon                       | Dywanowa (hala) | Julien Benneteau       | Jonatan Erlich Fabrice Santoro           | 1:6, 3:6                            |
| Finalista     | 2.  | 11 lipca 2004        | Newport                    | Trawiasta       | Grégory Carraz         | Jordan Kerr Jim Thomas                   | 3:6, 7:6(5), 3:6                    |
| Zwycięzca     | 2.  | 17 października 2004 | Metz                       | Twarda (hala)   | Arnaud Clément         | Ivan Ljubičić Uros Vico                  | 6:2, 7:6(8)                         |
| Finalista     | 3.  | 30 września 2007     | Bangkok                    | Twarda (hala)   | Michaël Llodra         | Sanchai Ratiwatana Sonchat Ratiwatana    | 6:3, 5:7, 7–10                      |
| Zwycięzca     | 3.  | 1 listopada 2009     | Lyon                       | Twarda (hala)   | Julien Benneteau       | Arnaud Clément Sébastien Grosjean        | 6:4, 7:6(6)                         |
| Finalista     | 4.  | 13 listopada 2011    | Paryż                      | Twarda (hala)   | Julien Benneteau       | Rohan Bopanna Aisam-ul-Haq Qureshi       | 2:6, 4:6                            |
| Zwycięzca     | 4.  | 5 lutego 2012        | Montpellier                | Twarda (hala)   | Édouard Roger-Vasselin | Paul Hanley Jamie Murray                 | 6:4, 7:6(4)                         |
| Zwycięzca     | 5.  | 26 lutego 2012       | Marsylia                   | Twarda (hala)   | Édouard Roger-Vasselin | Dustin Brown Jo-Wilfried Tsonga          | 3:6, 6:3, 10–6                      |
| Zwycięzca     | 6.  | 23 września 2012     | Metz                       | Twarda (hala)   | Édouard Roger-Vasselin | Johan Brunström Frederik Nielsen         | 7:6(3), 6:4                         |
| Finalista     | 5.  | 9 czerwca 2013       | French Open, Paryż         | Ceglana         | Michaël Llodra         | Bob Bryan Mike Bryan                     | 4:6, 6:4, 6:7(4)                    |
| Zwycięzca     | 7.  | 15 lipca 2013        | Newport                    | Trawiasta       | Édouard Roger-Vasselin | Tim Smyczek Rhyne Williams               | 6:7(4), 6:2, 10–5                   |
| Finalista     | 6.  | 22 września 2013     | Metz                       | Twarda (hala)   | Jo-Wilfried Tsonga     | Johan Brunström Raven Klaasen            | 4:6, 6:7(5)                         |
| Finalista     | 7.  | 9 lutego 2014        | Montpellier                | Twarda (hala)   | Marc Gicquel           | Nikołaj Dawydienko Denis Istomin         | 4:6, 6:1, 7–10                      |
| Zwycięzca     | 8.  | 16 lutego 2014       | Rotterdam                  | Twarda (hala)   | Michaël Llodra         | Jean-Julien Rojer Horia Tecău            | 6:2, 7:6(4)                         |
| Finalista     | 8.  | 31 stycznia 2015     | Australian Open, Melbourne | Twarda          | Pierre-Hugues Herbert  | Simone Bolelli Fabio Fognini             | 4:6, 4:6                            |
| Finalista     | 9.  | 13 czerwca 2015      | ’s-Hertogenbosch           | Trawiasta       | Pierre-Hugues Herbert  | Ivo Karlović Łukasz Kubot                | 2:6, 6:7(9)                         |
| Zwycięzca     | 9.  | 21 czerwca 2015      | Londyn (Queen’s)           | Trawiasta       | Pierre-Hugues Herbert  | Marcin Matkowski Nenad Zimonjić          | 6:2, 6:2                            |
| Zwycięzca     | 10. | 12 września 2015     | US Open, Nowy Jork         | Twarda          | Pierre-Hugues Herbert  | Jamie Murray John Peers                  | 6:4, 6:4                            |
| Finalista     | 10. | 27 września 2015     | Metz                       | Twarda (hala)   | Pierre-Hugues Herbert  | Łukasz Kubot Édouard Roger-Vasselin      | 6:2, 3:6, 7–10                      |
| Zwycięzca     | 11. | 14 lutego 2016       | Rotterdam                  | Twarda (hala)   | Vasek Pospisil         | Philipp Petzschner Alexander Peya        | 7:6(2), 6:4                         |
| Zwycięzca     | 12. | 19 marca 2016        | Indian Wells               | Twarda          | Pierre-Hugues Herbert  | Vasek Pospisil Jack Sock                 | 6:3, 7:6(5)                         |
| Zwycięzca     | 13. | 2 kwietnia 2016      | Miami                      | Twarda          | Pierre-Hugues Herbert  | Raven Klaasen Rajeev Ram                 | 5:7, 6:1, 10–7                      |
| Zwycięzca     | 14. | 18 kwietnia 2016     | Monte Carlo                | Ceglana         | Pierre-Hugues Herbert  | Jamie Murray Bruno Soares                | 4:6, 6:0, 10–6                      |
| Zwycięzca     | 15. | 19 czerwca 2016      | Londyn (Queen’s)           | Trawiasta       | Pierre-Hugues Herbert  | Chris Guccione André Sá                  | 6:3, 7:6(5)                         |
| Zwycięzca     | 16. | 9 lipca 2016         | Wimbledon, Londyn          | Trawiasta       | Pierre-Hugues Herbert  | Julien Benneteau Édouard Roger-Vasselin  | 6:4, 7:6(1), 6:3                    |
| Finalista     | 11. | 23 października 2016 | Antwerpia                  | Twarda (hala)   | Pierre-Hugues Herbert  | Daniel Nestor Édouard Roger-Vasselin     | 4:6, 4:6                            |
| Finalista     | 12. | 6 listopada 2016     | Paryż                      | Twarda (hala)   | Pierre-Hugues Herbert  | Henri Kontinen John Peers                | 4:6, 6:3, 6–10                      |
| Zwycięzca     | 17. | 26 lutego 2017       | Marsylia                   | Twarda (hala)   | Julien Benneteau       | Robin Haase Dominic Inglot               | 6:4, 6:7(9), 10–5                   |
| Finalista     | 13. | 14 maja 2017         | Madryt                     | Ceglana         | Édouard Roger-Vasselin | Łukasz Kubot Marcelo Melo                | 5:7, 3:6                            |
| Zwycięzca     | 18. | 21 maja 2017         | Rzym                       | Ceglana         | Pierre-Hugues Herbert  | Ivan Dodig Marcel Granollers             | 4:6, 6:4, 10–3                      |
| Zwycięzca     | 19. | 13 sierpnia 2017     | Montreal                   | Twarda          | Pierre-Hugues Herbert  | Rohan Bopanna Ivan Dodig                 | 6:4, 3:6, 10–6                      |
| Zwycięzca     | 20. | 20 sierpnia 2017     | Cincinnati                 | Twarda          | Pierre-Hugues Herbert  | Jamie Murray Bruno Soares                | 7:6(6), 6:4                         |
| Zwycięzca     | 21. | 18 lutego 2018       | Rotterdam                  | Twarda (hala)   | Pierre-Hugues Herbert  | Oliver Marach Mate Pavić                 | 2:6, 6:2, 10–7                      |
| Zwycięzca     | 22. | 9 czerwca 2018       | French Open, Paryż         | Ceglana         | Pierre-Hugues Herbert  | Oliver Marach Mate Pavić                 | 6:2, 7:6(4)                         |
| Zwycięzca     | 23. | 23 września 2018     | Metz                       | Twarda (hala)   | Édouard Roger-Vasselin | Ken Skupski Neal Skupski                 | 6:1, 7:5                            |
| Zwycięzca     | 24. | 21 października 2018 | Antwerpia                  | Twarda (hala)   | Édouard Roger-Vasselin | Marcelo Demoliner Santiago González      | 6:4, 7:5                            |
| Finalista     | 14. | 18 listopada 2018    | Londyn                     | Twarda (hala)   | Pierre-Hugues Herbert  | Mike Bryan Jack Sock                     | 7:5, 1:6, 11–13                     |
| Zwycięzca     | 25. | 27 stycznia 2019     | Australian Open, Melbourne | Twarda          | Pierre-Hugues Herbert  | Henri Kontinen John Peers                | 6:4, 7:6(1)                         |
| Finalista     | 15. | 13 lipca 2019        | Wimbledon, Londyn          | Trawiasta       | Édouard Roger-Vasselin | Juan Sebastián Cabal Robert Farah        | 7:6(5), 6:7(5), 6:7(6), 7:6(5), 3:6 |
| Finalista     | 16. | 22 września 2019     | Metz                       | Twarda (hala)   | Édouard Roger-Vasselin | Robert Lindstedt Jan-Lennard Struff      | 6:2, 6:7(1), 4–10                   |
| Zwycięzca     | 26. | 6 października 2019  | Tokio                      | Twarda          | Édouard Roger-Vasselin | Nikola Mektić Franko Škugor              | 7:6(7), 6:4                         |
| Zwycięzca     | 27. | 3 listopada 2019     | Paryż                      | Twarda (hala)   | Pierre-Hugues Herbert  | Karen Chaczanow Andriej Rublow           | 6:4, 6:1                            |
| Zwycięzca     | 28. | 17 listopada 2019    | Londyn                     | Twarda (hala)   | Pierre-Hugues Herbert  | Raven Klaasen Michael Venus              | 6:3, 6:4                            |
| Zwycięzca     | 29. | 16 lutego 2020       | Rotterdam                  | Twarda (hala)   | Pierre-Hugues Herbert  | Henri Kontinen Jan-Lennard Struff        | 7:6(5), 4:6, 10–7                   |
| Zwycięzca     | 30. | 23 lutego 2020       | Marsylia                   | Twarda (hala)   | Vasek Pospisil         | Wesley Koolhof Nikola Mektić             | 6:3, 6:4                            |
| Zwycięzca     | 31. | 18 października 2020 | Kolonia                    | Twarda (hala)   | Pierre-Hugues Herbert  | Łukasz Kubot Marcelo Melo                | 6:4, 6:4                            |
| Finalista     | 17. | 23 maja 2021         | Lyon                       | Ceglana         | Pierre-Hugues Herbert  | Hugo Nys Tim Pütz                        | 4:6, 7:5, 8–10                      |
| Zwycięzca     | 32. | 12 czerwca 2021      | French Open, Paryż         | Ceglana         | Pierre-Hugues Herbert  | Aleksandr Bublik Andriej Gołubiew        | 4:6, 7:6(1), 6:4                    |
| Zwycięzca     | 33. | 20 czerwca 2021      | Londyn                     | Trawiasta       | Pierre-Hugues Herbert  | Reilly Opelka John Peers                 | 6:4, 7:5                            |
| Zwycięzca     | 34. | 24 października 2021 | Antwerpia                  | Twarda (hala)   | Fabrice Martin         | Wesley Koolhof Jean-Julien Rojer         | 6:0, 6:1                            |
| Finalista     | 18. | 7 listopada 2021     | Paryż                      | Twarda (hala)   | Pierre-Hugues Herbert  | Tim Pütz Michael Venus                   | 3:6, 7:6(4), 9–11                   |
| Zwycięzca     | 35. | 21 listopada 2021    | Turyn                      | Twarda (hala)   | Pierre-Hugues Herbert  | Rajeev Ram Joe Salisbury                 | 6:4, 7:6(0)                         |
| Zwycięzca     | 36. | 6 lutego 2022        | Montpellier                | Twarda (hala)   | Pierre-Hugues Herbert  | Lloyd Glasspool Harri Heliövaara         | 4:6, 7:6(3), 12–10                  |
| Zwycięzca     | 37. | 16 października 2022 | Florencja                  | Twarda (hala)   | Édouard Roger-Vasselin | Ivan Dodig Austin Krajicek               | 7:6(4), 6:3                         |
| Finalista     | 19. | 30 października 2022 | Bazylea                    | Twarda (hala)   | Édouard Roger-Vasselin | Ivan Dodig Austin Krajicek               | 4:6, 6:7(5)                         |
| Finalista     | 20. | 26 lutego 2023       | Marsylia                   | Twarda (hala)   | Fabrice Martin         | Santiago González Édouard Roger-Vasselin | 6:4, 6:7(4), 7–10                   |
| Finalista     | 21. | 2 kwietnia 2023      | Miami                      | Twarda          | Austin Krajicek        | Santiago González Édouard Roger-Vasselin | 6:7(4), 5:7                         |